# Simone Créantor
Simone Créantor (* 2. Juni 1948 in Grand-Bourg; † 16. Januar 2020 in Montreuil) war eine französische Kugelstoßerin.
Bei den Leichtathletik-Halleneuropameisterschaften wurde sie 1982 in Mailand Fünfte, 1983 in Budapest Siebte, 1984 in Göteborg Achte und 1985 in Piräus Achte. Bei den Leichtathletik-Hallenweltspielen 1985 in Paris kam sie auf den sechsten Platz.
1983 und 1987 gewann sie bei den Mittelmeerspielen Silber.
Fünfmal wurde sie französische Meisterin im Freien (1972, 1981, 1985–1987) und achtmal in der Halle (1972, 1975, 1977, 1979, 1983–1986).

## Persönliche Bestleistungen
- Kugelstoßen: 17,45 m, 23. Juni 1984, Créteil
  - Halle: 17,45 m, 19. Februar 1983, Paris